# Dizocilpin
Dizocilpin (INN), známý také jako MK-801, je nekompetivní antagonista NMDA receptoru, objevený ve firmě Merck v roce 1982. Glutamát je v mozku je primární excitační neurotransmiter. Kanál je normálně blokován hořečnatými ionty a vyžaduje depolarizaci neuronu a odplavení  hořčíku a přístup glutamátu k otevření kanálu, což způsobí příliv vápníku, který pak vede k následné depolarizaci. Dizocilpin se váže uvnitř iontového kanálu tohoto receptoru na několik vazebných míst PCP a tím brání toku iontů, včetně vápníku (Ca2+), přes kanál. Dizocilpin blokuje NMDA receptory v použití včetně napěťového řízení. Látka působí jako silný protikřečový a pravděpodobně má vlastnosti disociativního anestetika, není používán klinicky  vzhledem k objevu Olneyovy mozkové léze u laboratorních krys. Dizocilpin je také spojen s řadou negativních vedlejších účinků, včetně kognitivní poruchy a psychotických reakcí. Také inhibuje indukci dlouhodobé potenciace. V humánní medicíně se jako disociativní anestetikum místo dizocilpinu užívá ketamin. Ketamin sice také může vyvolat dočasné psychózy u některých jedinců, ale jeho krátký poločas a nižší potence přinášejí mnohem bezpečnější spektrum užití. Dizocilpin je nejčastěji používán ve zvířecích modelech pro model psychózy .
Dizocilpin  působí dále jako antagonista  nikotinových acetylcholinových receptorů. váže a inhibuje serotoninové a dopaminové transportéry.

## Zvířecí model schizofrenie
Dizocilpin má velký potenciál pro použití ve výzkumu pro zvířecí modely schizofrenie. Na rozdíl od dopaminergních agonistů, které napodobují pouze pozitivní příznaky schizofrenie, jediná injekce dizocilpinu namodelovala  jak pozitivní, tak i negativní příznaky schizofrenie.